# Aschenez
Aschenez war nach der Tradition von Reggio Calabria der mythische Stadtgründer. Der Name Aschkenas (hebräisch אַשְׁכֲּנַז ’Aškǎnaz) bezeichnete gemäß der Völkertafel in der biblischen Urgeschichte (Gen 10,2–3 ) einen Sohn Gomers, der Enkel von Jafet und Urenkel von Noach war.
Der antike jüdische Geschichtsschreiber Flavius Josephus schrieb in seinem Hauptwerk Jüdische Altertümer (Ant 1,126):
„Γομάρου δὲ τριῶν υἱῶν γενομένων Ἀσχανάξης μὲν Ἀσχανάξους ᾤκισεν, οἳ νῦν Ῥήγινες ὑπὸ τῶν Ἑλλήνων καλοῦνται […].“
 „Gomar aber 
bekam drei Söhne, von denen Aschkanazēs die Aschkanazier ansiedelte, die heute die Rhegier von den Griechen genannt werden […].“
Als Hieronymus das Buch Genesis ins Lateinische übersetzte (Vulgata), transkribierte er Aschkenas als Ascenez. In seinem philologischen Kommentar zur Genesis (Hebraicae quaestiones in libro Geneseos) vertrat er ebenfalls die Meinung, dass die Nachkommen des in der Genesis genannten Ascenez mit den Einwohnern von Rhegium identisch seien:
„Ascenez Graeci Reginos vocant.“
„Ascenez nennen die Griechen die Rheginer.“
Auf diesen kurzen Notizen beruht die Legende von der „urbs a diluvio condita“ (nach der Sintflut gegründeten Stadt), die von einem semitischen Händler und Erfinder des Ruderbootes gegründet wurde, der drei Generationen nach der großen Flut an die italische Küste kam, „als die Berge wieder aus dem Wasser auftauchten“. Das Gründungsdatum wird dementsprechend auf 2000 v.C. gelegt. Aufgrund der Legende wurde eine Straße im Zentrum der Stadt Via Aschenez (⊙) benannt.
Nach anderen Quellen war Aschenez der Gründer von Numistra, einer Stadt, die mit Nicastro beziehungsweise Lamezia Terme identifiziert wird.